# Cosaques d'Orenbourg

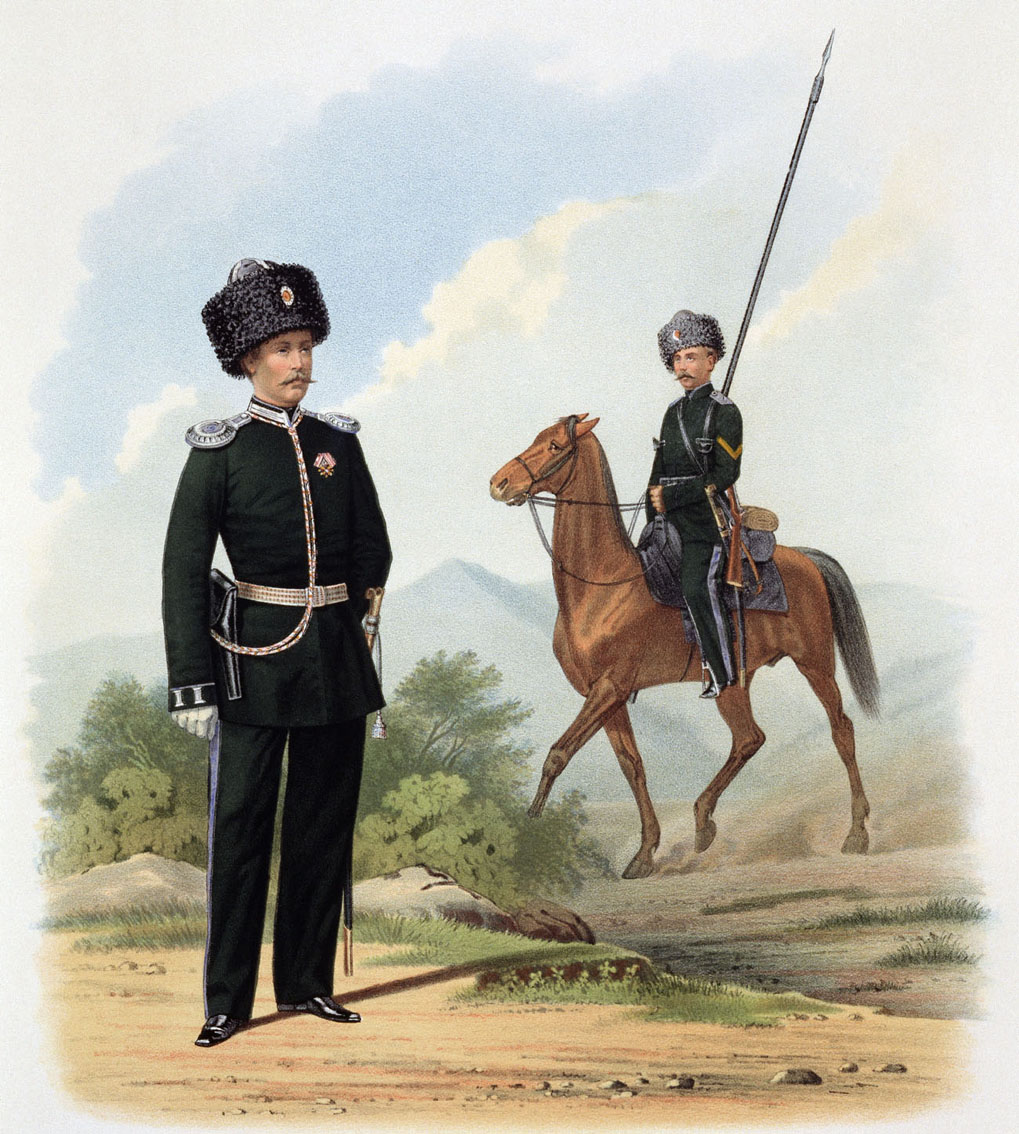
Cosaques d’Orenbourg, avant 1881.

Les cosaques d’Orenbourg (en russe : Оренбургские казаки ou оренбуржские казаки) ou l’armée cosaque d’Orenbourg (Оренбургское каза́чье во́йско) est une communauté cosaque de l’empire russe située dans le gouvernement d'Orenbourg au sud de l’Oural. L’état-major était situé à Orenbourg.

## Histoire
La colonisation russe de la région commence dans les années 1730 avec la construction de forts. Orenbourg est fondé en 1735 et l’armée cosaque d’Orenbourg est institutionnalisée en 1755. Elle compte alors 2 000 hommes.
Les cosaques d’Orenbourg participent à la révolte de Pougatchev en 1773-1774. En 1798 tous les cosaques du sud de l’Oural, hormis ceux de l’armée cosaque de l’Oural, sont incorporés aux cosaques d’Orenbourg. Leur population compte 200 000 individus au milieu du XIXe siècle. Les cosaques d’Orenbourg participent alors aux expéditions russes en Asie centrale.
Pendant la guerre civile russe les cosaques s’engagent essentiellement du côté des armées blanches de l’amiral Koltchak sous les ordres de l’ataman Doutov. L’armée cosaque cesse d’exister en 1920.

## Couleurs

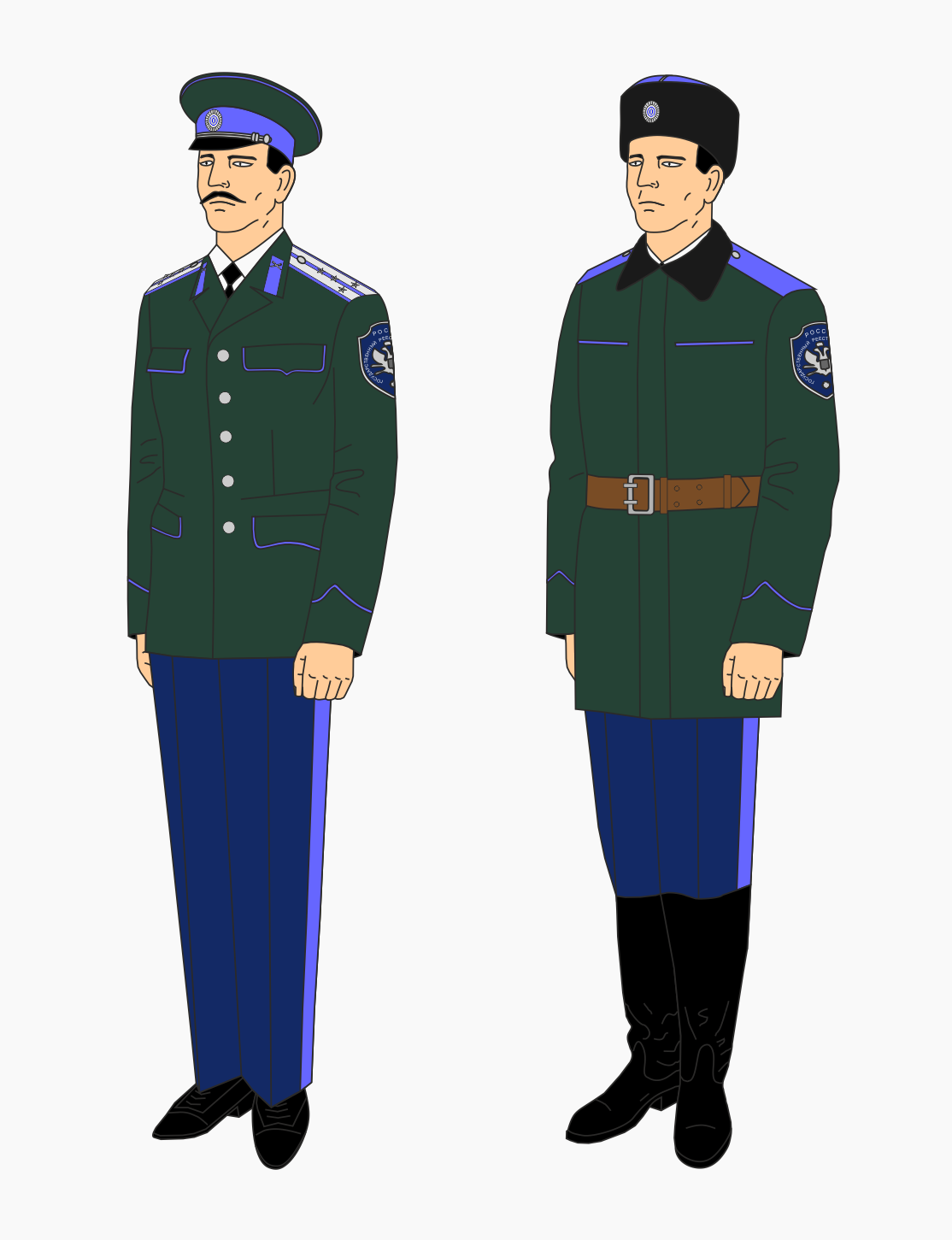
Uniforme des Cosaques d’Orenbourg de la fédération de Russie.

Les cosaques d’Orenbourg portent traditionnellement des bandes de pantalon, des pattes d’épaule et des casquettes à bandeaux bleu clair sur un uniforme vert foncé.

## Unités militaires
Les cosaques de l’Oural fournissaient en 1914 dix-huit régiments de cavalerie, 9,5 batteries d’artillerie, 1 bataillon de cavalerie, une sotnia de la garde et 9 sotnias d’infanterie, 7,5 sotnias de réserve et 39 sotnias spéciales détachées (en tout plus de 27 000 hommes).